# Service level agreement
I service level agreement (in italiano: accordo sul livello del servizio), in sigla SLA, sono strumenti contrattuali attraverso i quali si definiscono le metriche di servizio (es. qualità di servizio) che devono essere rispettate da un fornitore di servizi (provider) nei confronti dei propri clienti/utenti. Di fatto, una volta stipulato il contratto, assumono il significato di obblighi contrattuali.

## Generalità
In un mercato competitivo che opera quindi in regime di libera concorrenza gli accordi sui livelli di servizio sono diventati uno strumento comune per misurare efficacemente i servizi.
In questo contesto la definizione di uno SLA consiste in un contratto tangibile tra due parti che, se da un lato assicura la fornitura dei servizi a livelli pre-negoziati, dall'altro comporta il pagamento di penalità in caso di mancato raggiungimento di tali livelli.
La definizione dello SLA è basata sulla determinazione da parte del cliente del livello di servizio ideale a garanzia del suo business.

## Definizione di uno SLA
Una generalità per un processo di definizione e monitoraggio degli SLA si articola secondo le seguenti fasi:
- definizione degli indicatori di riferimento e dei relativi algoritmi di calcolo;
- realizzazione del sistema di produzione e di reportistica degli indicatori;
- condivisione dei valori soglia (target) degli SLA;
- monitoraggio degli indicatori rilevati ed eventuale rinegoziazione periodica dei valori soglia.

## SLA prestazionali
Particolare importanza assumono nella erogazione di servizi sulla rete i cosiddetti SLA prestazionali (disponibilità, tempi di risposta, ecc.) che, rispetto agli SLA generici, offrono un consistente vantaggio competitivo soprattutto se a questi viene associata una sorta di personalizzazione del livello parametrizzata in base alle esigenze del singolo cliente.
Il monitoraggio degli SLA prestazionali, pertanto, consente di verificare sia l'andamento dei livelli di servizio in termini di rispetto dei valori target contrattuali, sia la presenza di anomalie tecniche e applicative che potrebbero causare disservizi nei confronti dell'utente finale. Sotto questo profilo, si parla di monitoraggio in tempo reale degli SLA la cui gestione implica il ricorso a sistemi di allerta in grado di segnalare on-line il verificarsi di problemi durante l'erogazione del servizio.
A titolo esemplificativo, si riportano di seguito alcuni dei principali indicatori utilizzati come SLA prestazionali:
- performance di rete;
- disponibilità delle componenti di sistema (mainframe, rete, banda, ecc.);
- disponibilità del servizio end to end;
- funzionalità e tempi di risposta delle transazioni su Web.

## SLA in altri ambiti
Esiste un omologo del generico SLA, applicato in ambito sanitario, definito dalla legge, denominato LEA.
I LEA sono i "Livelli Essenziali di Assistenza" e definiscono le prestazioni e i servizi che il Servizio sanitario nazionale (SSN) è tenuto a fornire a tutti i cittadini, gratuitamente o dietro pagamento di una quota di partecipazione (ticket), con le risorse pubbliche raccolte attraverso la fiscalità generale (tasse).
I LEA sono definiti nel DPCM del 29 novembre 2001 e successive modificazioni.
LEA è una parte importante di ITIL.
Molti SLA seguono le specifiche ITIL quando applicati ai servizi IT.